# فالوجولكس
فالوجولكس (بالفرنسية: Valojoulx)‏ هي بلدية تقع في فرنسا في Canton of Montignac. يقدر عدد سكانها بـ 253 نسمة ومساحتها 11.79 كم2 وترتفع عن سطح البحر 97 متر.